# Kirill Sarychev
Kirill Igorevich Sarychev (em russo: Кирилл Игоревич Сарычев; nascido em 1 de janeiro de 1989) é um levantador de peso básico russo. Ele é o recordista mundial no supino livre com um levantamento de 335 kg. Em 2016, ele estabeleceu um recorde mundial de três elevadores de peso bruto total de 1.082,5 kg.

## Vida pessoal
Sarychev nasceu em 1 de janeiro de 1989 na cidade de Pugachyov, oblast de Saratov. Seu pai também era grande, com 1,90 m e pesava 130 kg.
Sarychev graduou-se com honras da Escola N.º 1, Pugachev, Oblast de Saratov e, em seguida, da Faculdade Técnica de Melhoramento de Terras Hidrológicas de Pugachyov, em 2007. Em 2012, graduou-se na Universidade Agrária Vavilov Estadual de Saratov. Desde 2015 ele é um policial da Administração Geral do Ministério de Assuntos Internos na cidade de Moscovo.

## Carreira no levantamento de peso básico
Sarychev começou a se interessar pelo levantamento de peso básico aos 15 anos de idade. Na época, ele pesava 72 kg, levantou 90 kg no supino, 90 kg no agachamento e 110 kg no levantamento terra. Ele logo encontrou um treinador, Victor Mikheyev, com quem teve um rápido progresso. Ele começou a se preparar para competições na Federação Internacional de Levantamento de Potência (IPF). Ele preferiu levantar sem equipamento (bruto), mas foi incapaz de acompanhar outros levantadores de peso que competiram no IPF, caso não usasse equipamento.
Em 2009, enquanto estava no Campeonato Mundial da World Powerlifting Congress em Rostov-on-Don, Sarychev conheceu Andrey Fedoseyev, que o convidou para competir na Batalha dos Campeões de 2010, a ser realizada em Arkhangelsk. O evento contou com duas divisões em bruto - supino e levantamento terra. Sarychev participou em ambos. A colocação do levantamento terra foi determinada pela fórmula Glossbrenner; Sarychev ficou em 5º, puxando 320 kg. No supino, ele terminou em primeiro, tendo levantado 300 kg. Após este evento, Sarychev começou a treinar com Boris Sheiko. Sarychev competiu na Batalha dos Campeões novamente em 2011, ganhando a prata, e pela terceira vez em 2012, ganhando ouro.
Na competição da Batalha de Campeões de 2014, Sarychev levantou 326 kg no supino reto, ultrapassando a marca de 324,5 kg alcançada por Scot Mendelson em 2005. Sarychev foi, neste momento, o segundo colocado, atrás de Eric Spoto, cujo recorde de 2013 foi de 327,5 kg.
Em 2015, na SN PRO Cup da Bench Press e Deadlift, Sarychev subiu seu peso para 330 kg em sua segunda tentativa, superando o recorde mundial anterior em 2,5 kg. Em sua terceira tentativa, Sarychev aumentou ainda mais, levantando um total de 335 kg.
Em 2016, ele estabeleceu um recorde mundial em powerlifting de três elevadores de peso bruto com um total de 1.082,5 kg. Tendo levantado 320 kg no supino reto, agachamento com 360 kg e levantamento terra com 402,5 kg.
Mark Bell especulou em 2017 que Sarychev seria capaz de levantar um supino reto bruto de 363 kg, afirmando: "Podemos colocar o banco em 800 libras se alguém como Kirill Sarychev, que eu acho que tem a estrutura corporal para isso, a altura e a densidade óssea, está disposta a ganhar o peso que ele precisa ganhar, por qualquer meio necessário".

### Criação da WRPF
Em 2014, Sarychev fundou uma nova federação de levantamento de peso básico, a Federação Mundial de Levantamento de Peso Básico Bruto (WRPF), e tornou-se seu presidente. Ele afirmou que espera ver o levantamento bruto de peso tornar-se um esporte olímpico.